# Сергеевка (Чувашия)
Серге́евка (чув. Хачăк Сали) — деревня в Моргаушском районе Чувашской Республики России. Входит в состав Москакасинского сельского поселения.

## География
Деревня находится в северной части Чувашии, в пределах Чувашского плато, в зоне хвойно-широколиственных лесов, к западу от автодороги 97К-005, на расстоянии примерно 11 километров (по прямой) к северо-северо-западу от села Моргауши, административного центра района. Абсолютная высота — 134 метра над уровнем моря. Расстояние до столицы республики — города Чебоксары — 43 км, до села Моргауши — 14 км, до железнодорожной станции 43 км
Климат
Климат характеризуется как умеренно континентальный, с продолжительной морозной зимой и тёплым летом. Среднегодовая температура воздуха — 2,3 °С. Средняя температура воздуха самого тёплого месяца (июля) — 18,6 °C (абсолютный максимум — 38 °C); самого холодного (января) — −13 °C (абсолютный минимум — −44 °C). Безморозный период длится около 148 дней. Среднее количество атмосферных осадков, выпадающих в вегетационный период, составляет 326 мм
Часовой пояс
Деревня Сергеевка, как и вся Чувашия, находится в часовой зоне МСК (московское время). Смещение применяемого времени относительно UTC составляет +3:00.

## История
Деревня основана в 1759 году помещиком И.Я. Сергеевым, переселившим часть крестьян и дворовых людей из деревни Пущино Кокшайского уезда (ныне Мариинско-Посадского района). 

…основатель деревни И.Я. Сергеев, в 1730-х гг. канцелярит, в 1740-х гг. — с приписью подьячий в Козьмодемьянской воеводской канцелярии, а затем смотритель заповедных лесов… <…> В 1755 г. захватил у чувашских крестьян дд. Шешкар, Чичикасов и Сундыря 40 десятин сенокоса, в 1759 г. завладел мельницей на речке Малом Сундыре и пашней при ней на 250 овинов, принадлежащими д. Мурзакова Чебоксарского уезда, «называя ту землю своею, якобы ему оная отказана за дикое поле». В районе мельницы он основал деревню, которая до 1917 г. называлась д. Сергеевка (Мурзакова), перевёл туда крестьян и дворовых людей из д. Пущина.— В.Д. Димитриев
В 1929 году был образован колхоз «Передовик», в 2010 действовал СХПК «Передовик».

## Население
| 2010 | 2012 |
| ---- | ---- |
| 21   | ↗31  |

В 1770-е годы было учтено 53 жителя мужского пола, в 1795 году 13 дворов и 95 жителей. В 1858 году учтено 12 дворов и 60 жителей, в 1897 — 127 жителей, в 1926 — 33 двора и 170 жителей. В 1939 году отмечено был 123 жителя, в 1979 — 60. В 2002 году было 37 дворов, в 2010 — 12 домохозяйств. 
Гендерный состав
По данным Всероссийской переписи населения 2010 года в гендерной структуре населения мужчины составляли 38,1 %, женщины — соответственно 61,9 %.
Национальный состав
Согласно результатам переписи 2002 года, в национальной структуре населения чуваши составляли 50 % из 26 чел., русские — 50 %.